# نيكول كاتلر
نيكول كاتلر (بالإنجليزية: Nicole Cutler)‏ هي راقصة جنوب أفريقية، ولدت في 8 يونيو 1972 في ديربان في جنوب أفريقيا.